# (1286) Banachiewicza
(1286) Banachiewicza est un astéroïde de la ceinture principale découvert le 25 août 1933 par l'astronome belge Sylvain Arend.
Il a été nommé en l'honneur de l'astronome polonais Tadeusz Banachiewicz.

## Historique
Le lieu de découverte, par l'astronome belge Sylvain Arend, est Uccle.

## Sources

## Compléments